# Sötét delfin
A sötét delfin vagy fakó delfin (Lagenorhynchus obscurus) az emlősök (Mammalia) osztályának párosujjú patások (Artiodactyla) rendjébe, ezen belül a delfinfélék (Delphinidae) családjába tartozó faj.

## Rendszertani besorolása és kifejlődése
Ez a delfinfaj és a csendes-óceáni fehérsávos delfin (Lagenorhynchus obliquidens) törzsfejlődéses (philogenesis) alapon rokonok, azaz egy közös őstől származnak. Egyes kutató egyazon fajnak véli a két delfint; az alaktani és kifejlődési történetünk azonban mégis megkülönbözteti. Ez a két tengeri emlős körülbelül 3-1,9 millió évvel ezelőtt válhatott szét. A mitokondriális citokróm-b gén újabb keletű vizsgálatával kimutatták, hogy a hagyományos leírás szerinti Lagenorhynchus cetnem nem tekinthető monofiletikus csoportnak. Sőt ez a két delfinfaj, inkább testvértaxonja a Cephalorhynchus nembéli delfineknek.

## Előfordulása
A Föld déli féltekének az egyik delfinje. Az előfordulási területe szaggatott. A legnagyobb állománya Dél-Amerika partmentéin él; továbbá a Dél-afrikai Köztársaság környékén, Ausztrália déli részén - beleértve Tasmania vizeit is -, valamint az Új-Zéland körüli vizekben található meg.

## Alfajai
- Lagenorhynchus obscurus fitzroyi Waterhouse, 1838 - Dél-Amerika
- Lagenorhynchus obscurus obscurus J. E. Gray, 1828 - Indiai-óceán

## Képek

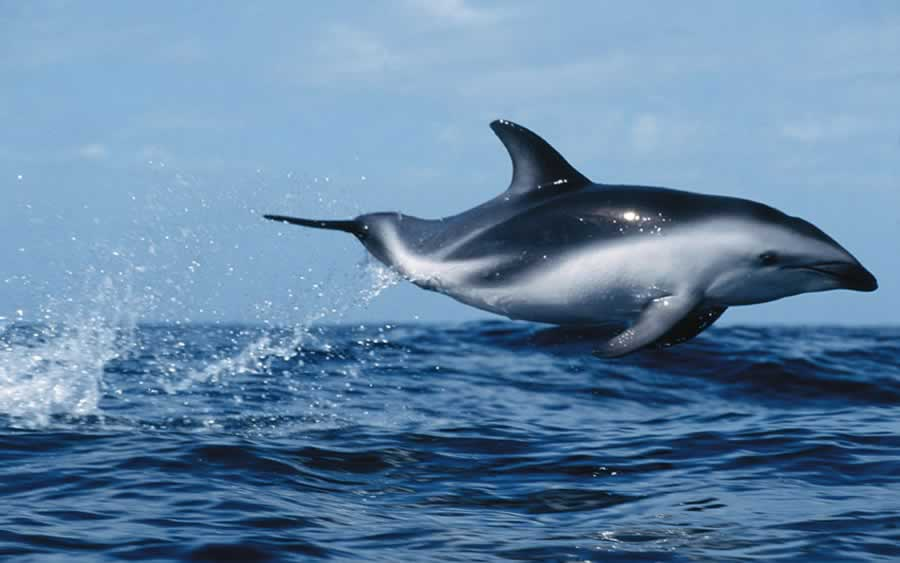
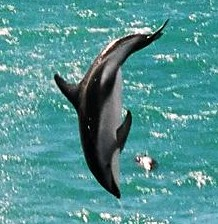
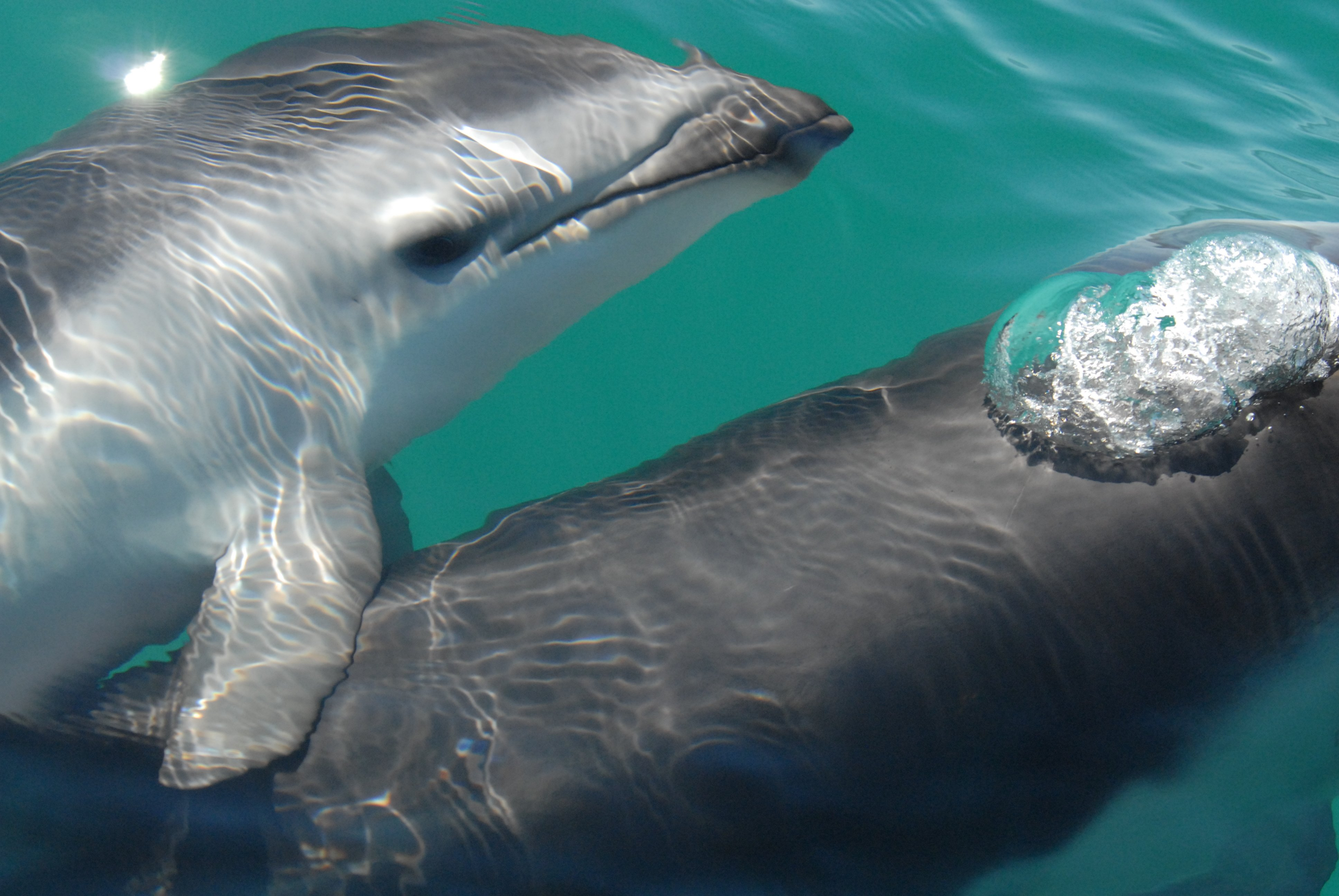
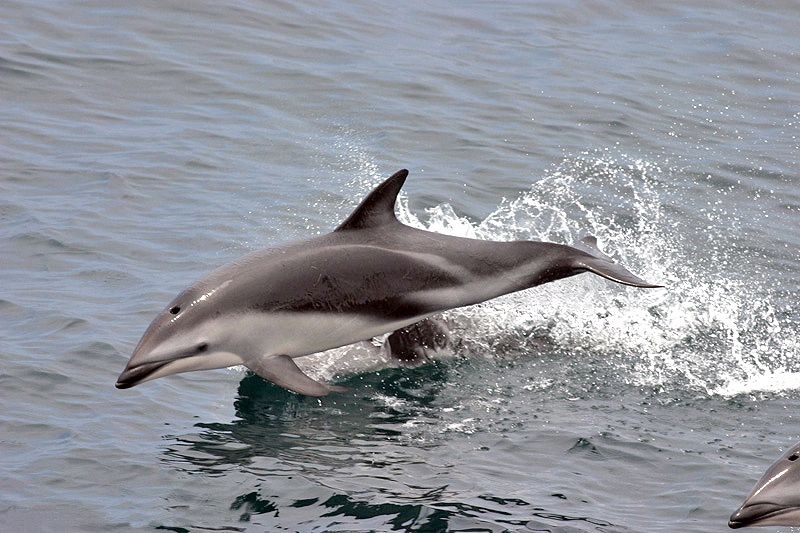
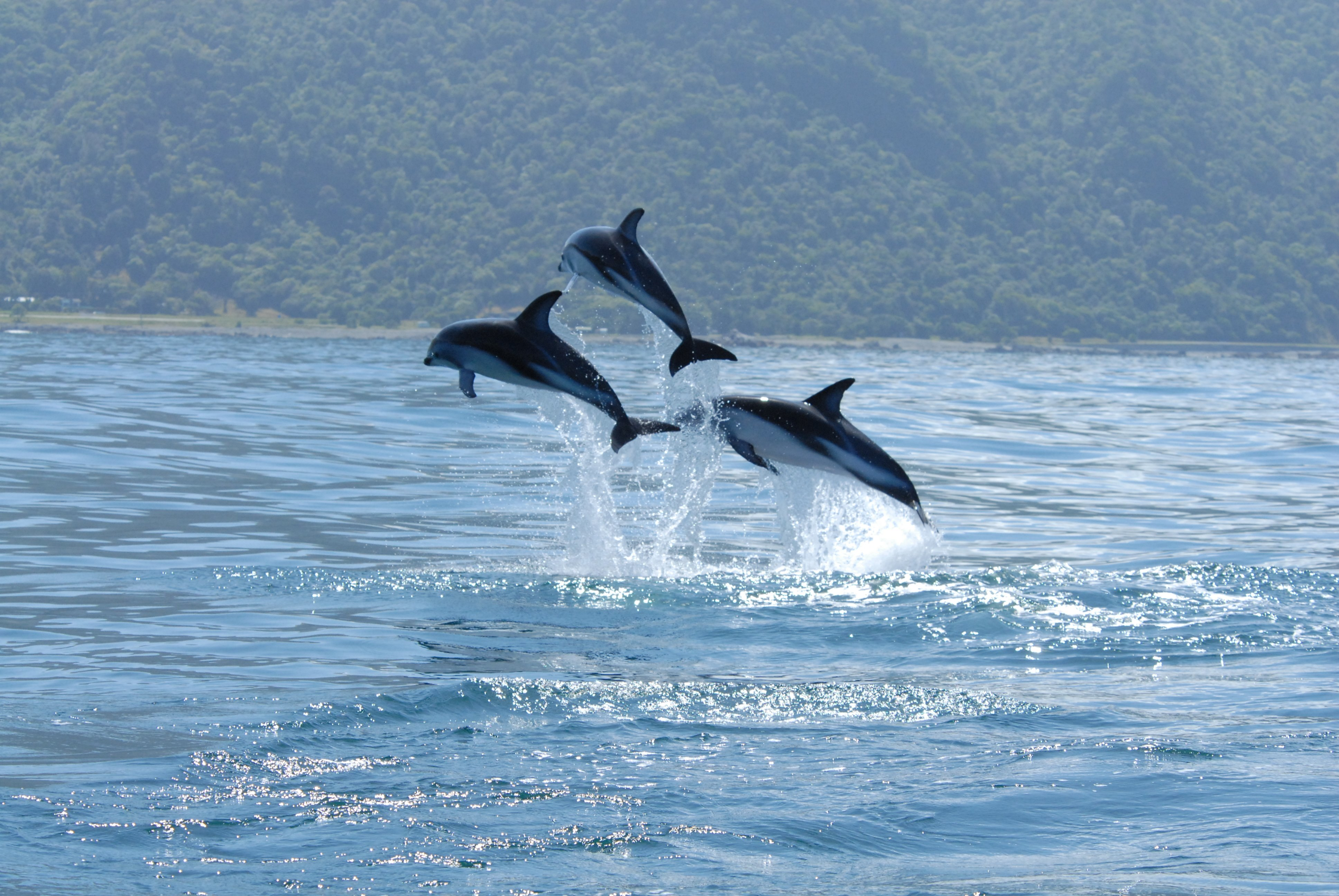

## Megjelenése
A többi delfinhez képest a sötét delfin kis és közepes méretű. A különböző állományok példányai is különböző méretűek lehetnek. A legnagyobbak Peru vizeiben élnek; ezek akár 210 centiméter hosszúak és 100 kilogramm testtömegűek lehetnek. Az Új-Zéland vizeiben élő fakó delfin átlagosan 167-178 centiméter hosszú és 69-78 kilogramm testtömegű a nőstény esetében, míg a hím esetében 165-175 centiméter a hosszúság és 70-85 kilogramm a testtömeg. Ezen a fajon belül alig van nemi kétalakúság. Háti része sötét szürkés-fekete, hasi része szürkésfehér. Az oldalai egy feketés megszakítással a testközepén, fehéren sávosak; az elülső sáv a homlokot is befogja.

## Életmódja
Csapatban csontos halakra, például gyöngyöshalakra, szardíniákra, tőkehalakra és tüskésmakrélákra vadászik. Étrendjét fejlábúakkal egészíti ki. Erőteljes, hatalmas ugrásokat képes végrehajtani. A víz alatt körülbelül 15 percig bírja. Gyakran más delfinfélékkel, nagytestű bálnákkal és füles fókákkal társul.

## Szaporodása
Az ivarérettséget 6-7 évesen éri el. Úgy nőstény, mint a hím több más egyeddel is párosodhat. Átlagosan egy nőstény 28,6 hónaponként ad életet egy új kis delfinnek. A vemhesség 12,9 hónapig, a szoptatás 12 hónapig és az elválasztás utáni és a párzás közötti idő körülbelül 3,7 hónapig tarthat.

## Érdekesség
Az 1889-1994-es időszakban 20 000, míg az 1799-1881-esben 31 000 példányt öltek le. 2004 óta védett állat. Vadászata szigorúan tilos.

### Fordítás
- Ez a szócikk részben vagy egészben  a   Dusky dolphin című angol Wikipédia-szócikk ezen változatának fordításán alapul.  Az eredeti cikk szerkesztőit annak laptörténete sorolja fel. Ez a jelzés csupán a megfogalmazás eredetét és a szerzői jogokat jelzi, nem szolgál a cikkben szereplő információk forrásmegjelöléseként.